# ジョージア民族離散問題省
ジョージアディアスポラ問題省（ジョージアディアスポラもんだいしょう、グルジア語: დიასპორის საკითხებში საქართველოს სახელმწიფო მინისტრის აპარატი, diasporis sakitkhebshi sakartvelos sakhelmtsipo ministris aparati）は、ジョージアの内閣において国内外の難民（ディアスポラ）の定住・支援を主管するジョージアの官庁。2008年に設立された。

## 大臣
- Iulon Gagoshidze 2008–2009
- Mirza Davitaia 2009–2012
- Kote Surguladze 2012-2014
- ゲラ・ドゥンバゼ（英語版） 2014-現任

## 脚註
1. ↑  “Papuna Davitaia Appointed State Minister for Diaspora Issues”. Interpress News. (2009年12月21日).  オリジナルの2011年10月4日時点におけるアーカイブ。 2011年2月22日閲覧。
2. ↑  “Government of Georgia”. 2011年7月17日時点のオリジナルよりアーカイブ。2011年2月22日閲覧。